# نادژدا چمزوا
نادژدا چمزوا (به انگلیسی: Nadezhda Chemezova) (زادهٔ ۲۸ اوت ۱۹۸۰) شناگر اهل روسیه است.